# Trachypleustes
Trachypleustes är ett släkte av kräftdjur. Trachypleustes ingår i familjen Pleustidae.
Kladogram enligt Catalogue of Life:
| Trachypleustes | \| \| Trachypleustes trevori \| \| \| \| \| \| Trachypleustes vancouverensis \| \| \| \| |
|                | \| \| Trachypleustes trevori \| \| \| \| \| \| Trachypleustes vancouverensis \| \| \| \| |
|                | Arctopleustes                                                                            |
|                |                                                                                          |
|                | Chromopleustes                                                                           |
|                |                                                                                          |
|                | Commensipleustes                                                                         |
|                |                                                                                          |
|                | Dactylopleustes                                                                          |
|                |                                                                                          |
|                | Dactylopleustis                                                                          |
|                |                                                                                          |
|                | Eosymtes                                                                                 |
|                |                                                                                          |
|                | Gnathopleustes                                                                           |
|                |                                                                                          |
|                | Incisocalliope                                                                           |
|                |                                                                                          |
|                | Mesopleustes                                                                             |
|                |                                                                                          |
|                | Micropleustes                                                                            |
|                |                                                                                          |
|                | Myzotarsa                                                                                |
|                |                                                                                          |
|                | Neopleustes                                                                              |
|                |                                                                                          |
|                | Parapleustes                                                                             |
|                |                                                                                          |
|                | Pleusirus                                                                                |
|                |                                                                                          |
|                | Pleustes                                                                                 |
|                |                                                                                          |
|                | Pleustoides                                                                              |
|                |                                                                                          |
|                | Pleustomesus                                                                             |
|                |                                                                                          |
|                | Pleustostenus                                                                            |
|                |                                                                                          |
|                | Pleusymtes                                                                               |
|                |                                                                                          |
|                | Stenopleustes                                                                            |
|                |                                                                                          |
|                | Sympleustes                                                                              |
|                |                                                                                          |
|                | Tepidopleustes                                                                           |
|                |                                                                                          |
|                | Thorlaksonius                                                                            |
|                |                                                                                          |
|                | Trachypleustes trevori                                                                   |
|                |                                                                                          |
|                | Trachypleustes vancouverensis                                                            |
|                |                                                                                          |

|  | Trachypleustes trevori        |
|  |                               |
|  | Trachypleustes vancouverensis |
|  |                               |